# Metacrangon hikurangi
Metacrangon hikurangi is een garnalensoort uit de familie van de Crangonidae. De wetenschappelijke naam van de soort is voor het eerst geldig gepubliceerd in 2011 door Komai & Ahyong.